# Liste deutscher U-Boot-Kommandanten im Ersten Weltkrieg
In der Liste deutscher U-Boot-Kommandanten im Ersten Weltkrieg sind U-Boot-Kommandanten der Kaiserlichen Marine im von 1914 bis 1918 dauernden Ersten Weltkrieg aufgeführt, die Versenkung mit gesamt über 130.000 BRT verzeichnen konnten. Die bei den Versenkungen umgekommenen Besatzungsmitglieder sind meist den Personenartikeln oder den Artikeln der betroffenen Schiffen zu entnehmen.

## Übersicht
Die Tabelle enthält neben dem Namen ein Bild und einen Rang, welchen die Person als U-Boot-Kommandant trug. Angegeben sind die von der Person kommandierten U-Boote und dessen Auszeichnungen als U-Boot-Kommandant als Auswahl (Pour le Mérite (PLM), Ritterkreuz des Königlichen Hausordens von Hohenzollern mit Schwertern (HHS) und Ritterkreuz des Königlichen Hausordens von Hohenzollern (HH)).
Neben der Anzahl der Feindfahrten werden die versenkte Tonnage in BRT und die versenkten Schiffe angegeben. Beschädigte, aber nicht versenkte Schiffe werden nicht aufgeführt.
Der Maximalwert in einer Spalte ist fett und der Minimalwert kursiv hervorgehoben.
Anmerkung: Die Liste ist sortierbar: Durch Anklicken eines Spaltenkopfes wird die Liste nach dieser Spalte sortiert, zweimaliges Anklicken kehrt die Sortierung um.
| Name                             | Bild | Rang                                 | Feind- fahrten | Versenkte Tonnage | Versenkte Schiffe | U-Boot(e)                       | Auszeich- nungen | Anmerkungen | Späterer Dienstgrad                              | †             |
| -------------------------------- | ---- | ------------------------------------ | -------------- | ----------------- | ----------------- | ------------------------------- | ---------------- | --- | ------------------------------------------------ | ------------- |
| Lothar von Arnauld de la Perière |      | Kapitänleutnant                      | 10             | 453.716           | 194               | U 35, U 139                     | HHS, PLM         | Nachfolger von Waldemar Kophamel auf U 35. | Vizeadmiral (Kriegsmarine)                       | 24. Feb. 1941 |
| Walter Forstmann                 |      | Kapitänleutnant                      | 16             | 384.304           | 146               | U 12, U 39                      | HH, PLM          | - | Kapitän zur See (Kriegsmarine)                   | 2. Sep. 1973  |
| Max Valentiner                   |      | Kapitänleutnant                      | 17             | 300.000           | 142               | U 38, U 157                     | HHS, PLM         | Wurde durch die englische Regierung als Kriegsverbrecher geführt und nach dem Krieg angeklagt.                                                                                          | Kapitän zur See (Kriegsmarine)                   | 19. Juli 1949 |
| Hans Rose                        |      | Kapitänleutnant                      | 12             | 213.987           | 79                | U 53                            | HHS, PLM         | - | Kapitän zur See (Kriegsmarine)                   | 6. Dez. 1969  |
| Otto Steinbrinck                 |      | Kapitänleutnant                      | 24             | 210.000           | 216               | UB 10, UB 18, UB 57, UC 65      | PLM              | - | SS-Brigadeführer                                 | 16. Aug. 1949 |
| Walther Schwieger                |      | Kapitänleutnant                      | 12             | 183.883           | 49                | U 20, U 88                      | HHS, PLM         | Wurde durch die englische Regierung als Kriegsverbrecher geführt. Kam beim Untergang von U 88 ums Leben.                                                                                | keinen (†)                                       | 5. Aug. 1917  |
| Wolfgang Steinbauer              |      | Oberleutnant zur See/Kapitänleutnant | 10             | 170.432           | 49                | UB 47, UB 48                    | PLM              | - | Fregattenkapitän (Kriegsmarine)                  | 27. Jan. 1978 |
| Hans-Joachim von Mellenthin      |      | Kapitänleutnant                      | 11             | 170.000           | 58                | UB 43, UB 49                    | HS, PLM          | - | Fregattenkapitän (Kriegsmarine)                  | 12. Juni 1971 |
| Claus Rücker                     |      | Kapitänleutnant                      | 14             | 170.000           | ?                 | U 34, U 103                     | HHS              | Wurde durch die englische Regierung als Kriegsverbrecher geführt und nach dem Krieg angeklagt. U 34 war mit über 260.000 BRT eines der erfolgreichsten U-Boote der Kaiserlichen Marine. | Fregattenkapitän (Kriegsmarine)                  | 13. Jan. 1974 |
| Otto Wünsche                     |      | Kapitänleutnant                      | 12             | 160.000           | 54                | U 25 (U-Boot, 1914), U 70, U 97 | HHS, PLM         | - | keinen (†)                                       | 29. März 1919 |
| Johannes Lohs                    |      | Oberleutnant zur See                 | 13             | 151.000           | ?                 | UC 75, UB 57                    | HHS, PLM         | Kam beim Untergang von UB 57 ums Leben. | keinen (†)                                       | 14. Aug. 1918 |
| Reinhold Saltzwedel              |      | Oberleutnant zur See                 | 12             | 150.000           | ?                 | UB 10, UB 81, UC 21, UC 71      | PLM              | Kam beim Untergang von UB 81 ums Leben. | keinen (†)                                       | 2. Dez. 1917  |
| Waldemar Kophamel                |      | Kapitänleutnant                      | 10             | 148.852           | 54                | U 35, U 151, U 140              | HHS, PLM         | Vorgänger von Lothar von Arnauld de la Perière auf U 35. | Korvettenkapitän (Kaiserliche Marine)            | 4. Nov. 1934  |
| Konrad Gansser                   |      | Kapitänleutnant                      | 8              | 140.000           | ?                 | U 33, UB 48                     | HHS              | Wurde durch die englische Regierung als Kriegsverbrecher geführt und nach dem Krieg angeklagt.                                                                                          | Korvettenkapitän, Charakter (Kaiserliche Marine) | 6. Apr. 1937  |
| Robert Morath                    |      | Kapitänleutnant                      | 9              | 130.000           | 45                | U 64                            | HHS, PLM         | - | Fregattenkapitän (Kriegsmarine)                  | 26. Aug. 1956 |
| Wilhelm Werner                   |      | Kapitänleutnant                      | 10             | 130.000           | ?                 | U 55                            | HHS, PLM         | Wurde durch die englische Regierung als Kriegsverbrecher geführt und nach dem Krieg angeklagt.                                                                                          | SS-Brigadeführer und Oberst der Wehrmacht        | 14. Mai 1945  |
| Leo Hillebrand                   |      | Oberleutnant zur See/Kapitänleutnant | 12             | 130.000           | ?                 | U 16, U 46                      | HHS              | - | keinen                                           | ?             |
| Otto Schultze                    |      | Kapitänleutnant                      | 6              | 130.000           | ?                 | U 63                            | HHS, PLM         | Später wurde auch Kurt Hartwig Kommandant von U 63. | Generaladmiral (Kriegsmarine)                    | 22. Jan. 1966 |
| Rudolf Schneider                 |      | Kapitänleutnant                      | 10             | 130.000           | ?                 | U 24, U 87                      | HHS              | Kam bei einem Unfall auf U 87 ums Leben. | keinen (†)                                       | 13. Okt. 1917 |
| Ernst Hashagen                   |      | Oberleutnant zur See/Kapitänleutnant | 8              | 130.000           | ?                 | UB 21, U 62                     | HHS              | - | keinen                                           | 11. Juni 1947 |
| Kurt Hartwig                     |      | Oberleutnant zur See/Kapitänleutnant | 10             | 130.000           | ?                 | U 32, U 63                      | HHS, PLM         | Otto Schultze war vor ihm Kommandant von U 63 gewesen. | Korvettenkapitän, Charakter (Kriegsmarine)       | 16. Okt. 1972 |